# Sommeromys macrorhinos
Sommeromys macrorhinos är en gnagare i familjen råttdjur (Muridae) som förekommer på Sulawesi. Arten beskrevs 2002 av Musser & Durden. Den är nära släkt med medlemmarna av släktet Crunomys och tillsammans listas de i den så kallade Crunomys-gruppen inom underfamiljen Murinae.
Släktnamnet hedrar den amerikanska zoologen Helmut G. Sommer.
Arten upptäcktes på centrala Sulawesi i bergstrakter vid cirka 2400 meter över havet. Regionen är täckt av tropisk skog. Individerna är aktiva på natten och klättrar i växtligheten eller går på marken. De äter troligen insekter.
Denna gnagare blir ungefär 10 cm lång, har en långsträckt nos och en påfallande lång svans som kan nå 19 cm längd. Pälsen har en gråbrun färg.
Skogsavverkningar kan påverka artens bestånd. IUCN listar Sommeromys macrorhinos med kunskapsbrist (Data Deficient).